# وجود الغلوبيولين الكبروي في الدم المنسوب لفالدنشتروم
مرض فالدنشتروم أو الداء العظمي الغضروفي لكردوس الفخذ (بالإنجليزية: Waldenstrom disease)‏، والذي يطلق عليه أيضا اسم «وجود الغلوبيولين الكبروي في الدم المنسوب لفالدنشتروم» أو اللمفوما الليمفية والبلازمية الخلايا (بالإنجليزية: lymphoplasmacytic lymphoma)‏ هو مرض ورمي في الخلايا اللمفاوية من نوع B تكون قد نضجت ووصلت إلى المرحلة الأخيرة قبل تحولها إلى خلايا بلازما. وهي تسمى خلايا جبلة لمفية (lymphoplasm) وتنتج كمية كبيرة من الغلوبيولين المناعي الاحادي النسيلة من نوع غلوبيولين مناعي م (جلوبيولينات مناعية واعتلال غامائي احادي النسيلة).
مرض والدنسستروم هو مرض مزمن ونادر جدا. ويبلغ متوسط اعمار المرضى المصابين به 60 عاما. وتتركز الخلايا الورمية في نخاع العظم، في العقد اللمفاوية، في الطحال والكبد اللذين يتضخمان.
كمية كبيرة من هذا البروتين تسبب متلازمة فرط اللزوجة (Hyperviscosity syndrome). وبروتين IgM هو بروتين كبير يزيد وزنه الجزيئي بعدة اضعاف عن وزن الغلوبولينات المناعية الأخرى، الجزء الأكبر منه موجود في داخل الاوعية الدموية. وعندما ترتفع كميته إلى 3 غرامات في كل 100 مليليتر (10 اضعاف نسبته الطبيعية)، تزداد لزوجة الدم بشكل كبير ما يعيق تدفق الدم في الاوعية الدموية الصغيرة. تظهر علامات المرض عن الجهاز العصبي المركزي بدءا من الصداع وحتى الغيبوبة. كما تعيق اللزوجة المرتفعة، أيضا، عمل القلب وقد يصل ذلك إلى درجة فشل القلب الاحتقاني (Congestive cardic failure - CCF).

## أعراض مرض والدنسستروم
لمرض والدنسستروم اعراض وعلامات عامة، مثل التعب وفقدان الوزن. العلامات التي تميز هذا المرض تتعلق ببروتين IgM الاحادي النسيلة وبمزاياه. فهو يرتبط باجهزة الجسم المختلفة ويضر بادائها. عندما يرتبط هذا البروتين بكريات الدم الحمراء يسبب تحللها وتلفها مما يؤدي إلى فقر الدم (أنيميا - Anemia). اما ارتباطه بعوامل تخثر الدم في الجسم فيؤدي إلى خلل في عملها وإلى النزف. كما يسبب ضررا للاعصاب عند ارتباطه بها. لدى بعض المرضى يترسب هذا البروتين في داخل الاوعية الدموية الموجودة في اطراف الاصابع مما يجعل لون الاصابع ازرق.

## علاج مرض والدنسستروم
تتم معالجة فرط اللزوجة الذي يظهر في مرض والدنسستروم عن طريق إخراج بروتين IgM من داخل الاوعية الدموية بواسطة عملية الفـصد (بضع الوريد - Phlebotomy) والتي هي عبارة عن تصريف الدم ثم إعادة الكريات الحمراء بعد ذلك من دون بروتينات مصل الدم، في داخل محلول ملحي. وعلاوة على ذلك، تتم معالجة الورم، أيضا، بواسطة دواء يهدف إلى القضاء على خلايا الورم، وبالتالي تقليص كمية بروتين IgM. ويتم ذلك بواسطة ادوية سامة للخلايا (Cytotoxic)، مثل سيكلوفوسفوميد (Cyclophosphomide).
وتتم المعالجة بنجاح، في الآونة الأخيرة، باستعمال مجموعة أخرى من الأدوية السامة للخلايا، مثل: فلودارابين (Fludarabine) وكلوروديوكسيدينوزين (Chlorodeoxyadenosine).